# Haltepunkt Schwäbisch Gmünd Süd

Der ehemalige Haltepunkt Schwäbisch Gmünd Süd (bis 1934 Gmünd Süd, 1934–1964 Schwäb Gmünd Süd; umgangssprachlich auch Südbahnhof) ist ein Kulturdenkmal in Schwäbisch Gmünd. Er liegt an der heute als Radweg genutzten Trasse der stillgelegten Hohenstaufenbahn.

## Geschichte
Nachdem 1905 die Hohenstaufenbahn zwischen Schwäbisch Gmünd und Göppingen zum Bau freigegeben wurde, wurden von der Generaldirektion der Königlich Württembergischen Staats-Eisenbahnen unter Baurat Korherr die Pläne für sämtliche Stationen der Strecke erstellt. Noch vor der Eröffnung der Strecke 1911 war der Haltepunkt 1909 fertiggestellt. Er war auf eine hohe Personenzahl ausgelegt, um die Pendler der örtlichen Silberwarenfabriken aufnehmen zu können.
Er ist mit einem eingeschossigen Empfangsgebäude mit Magazin, Warteraum und Schalter sowie mit einem im Osten angebauten, zweigeschossigen Dienstwohnungsbau ausgeführt. Zur ehemaligen Gleisseite hin ist eine vierjochige Veranda angebaut, ursprünglich zum Schutz der wartenden Fahrgäste. Westlich bestand ein Toilettenbau. Am Gebäude sind Stilelemente des Jugendstils zu erkennen.
Bis 1964 trug der Haltepunkt die Bezeichnung „Schwäb Gmünd Süd“, anschließend „Schwäbisch Gmünd Süd“.
Nach der Stilllegung der Strecke 1984 wurden 1986/87 die Gleisanlagen zurückgebaut und anschließend durch einen Radweg ersetzt. 1989 wurde der Südbahnhof restauriert und seitdem durch einen gleichnamigen Gastronomiebetrieb genutzt. Inzwischen ist der Gastronomiebetrieb geschlossen und das Haus wird rein privat genutzt.

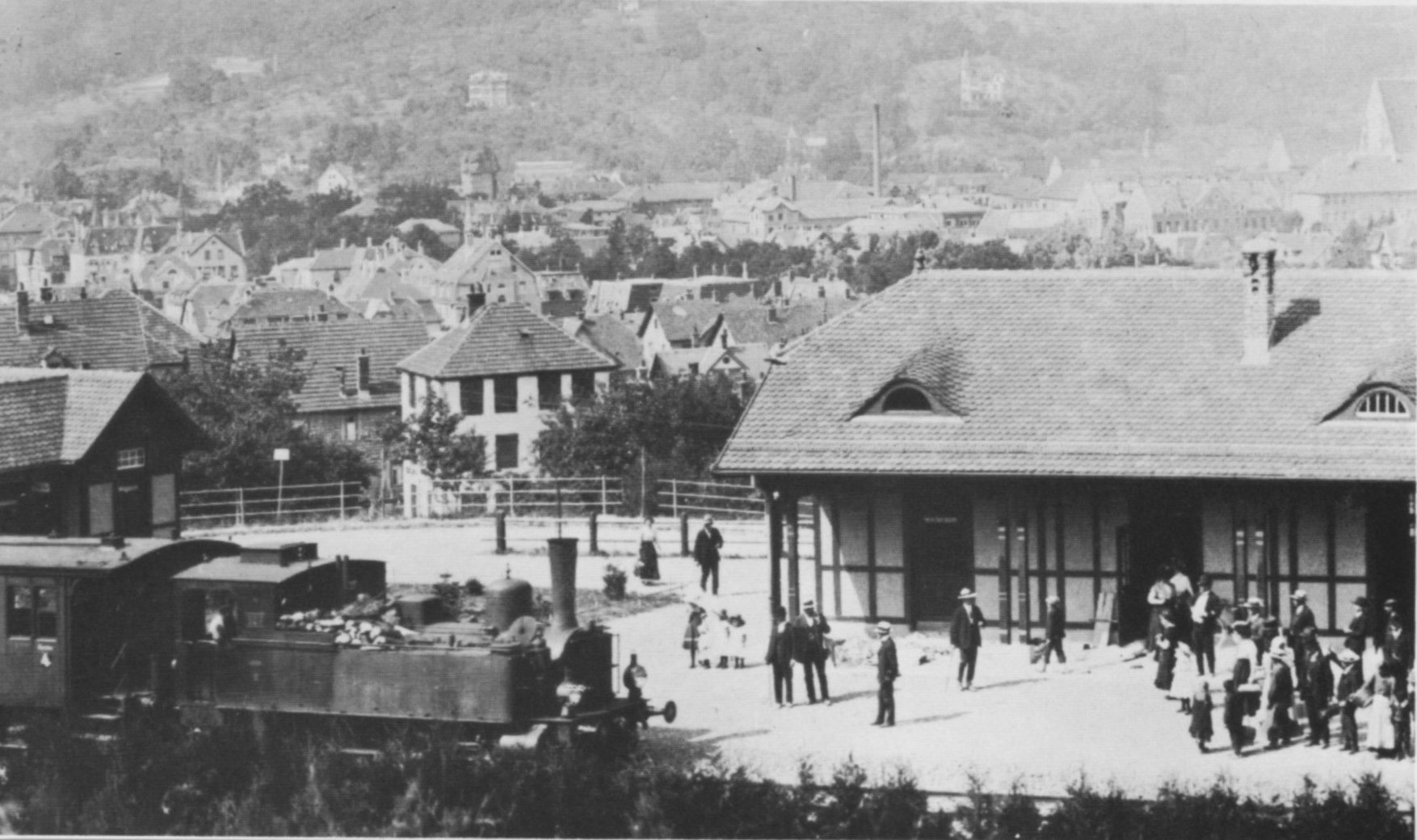
Von Süden um 1912 mit Lok T3 aus Richtung Bahnhof Schwäbisch Gmünd
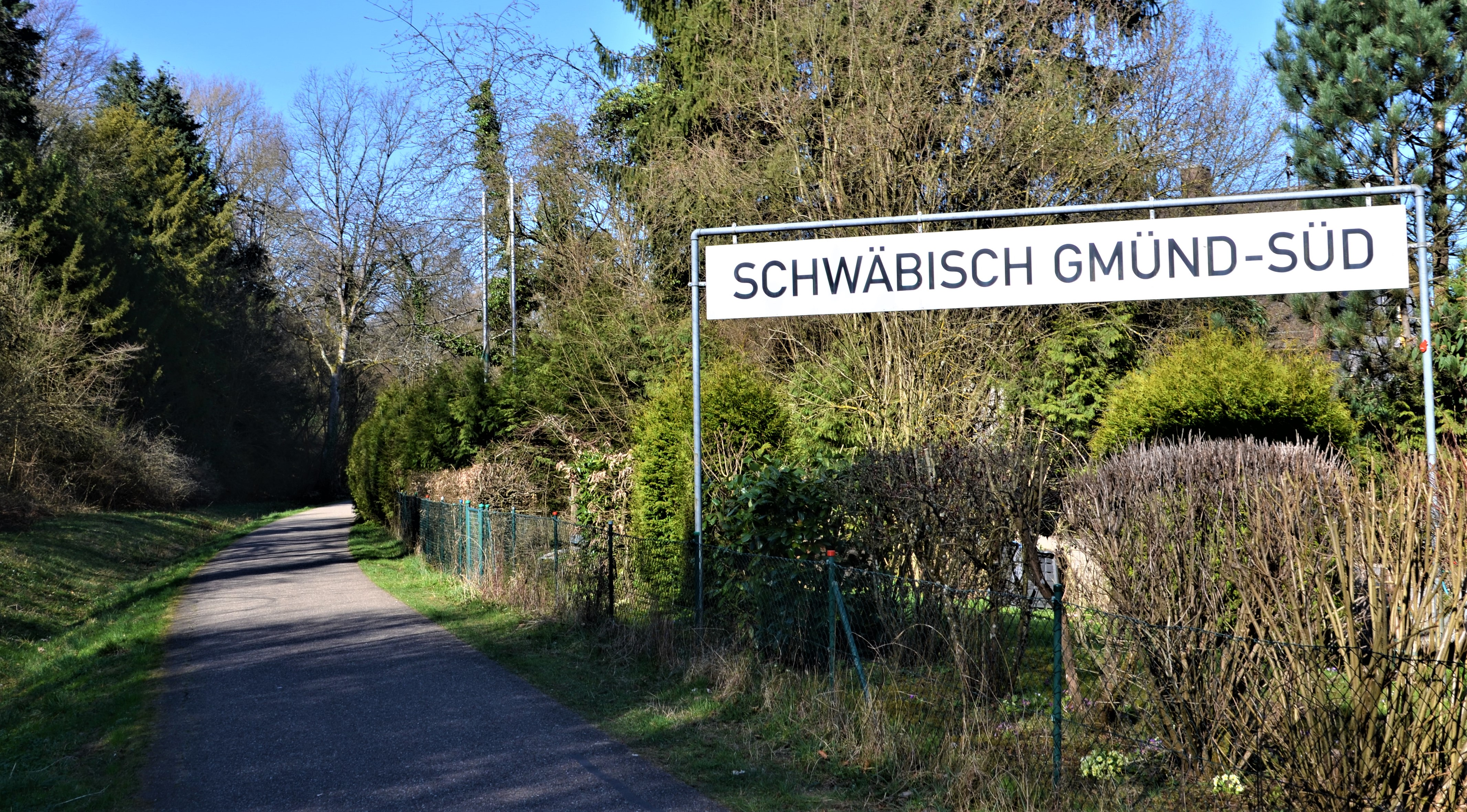
Stationsschild südöstlich des Bahnhofs; hier abweichend eine Bindestrichschreibweise
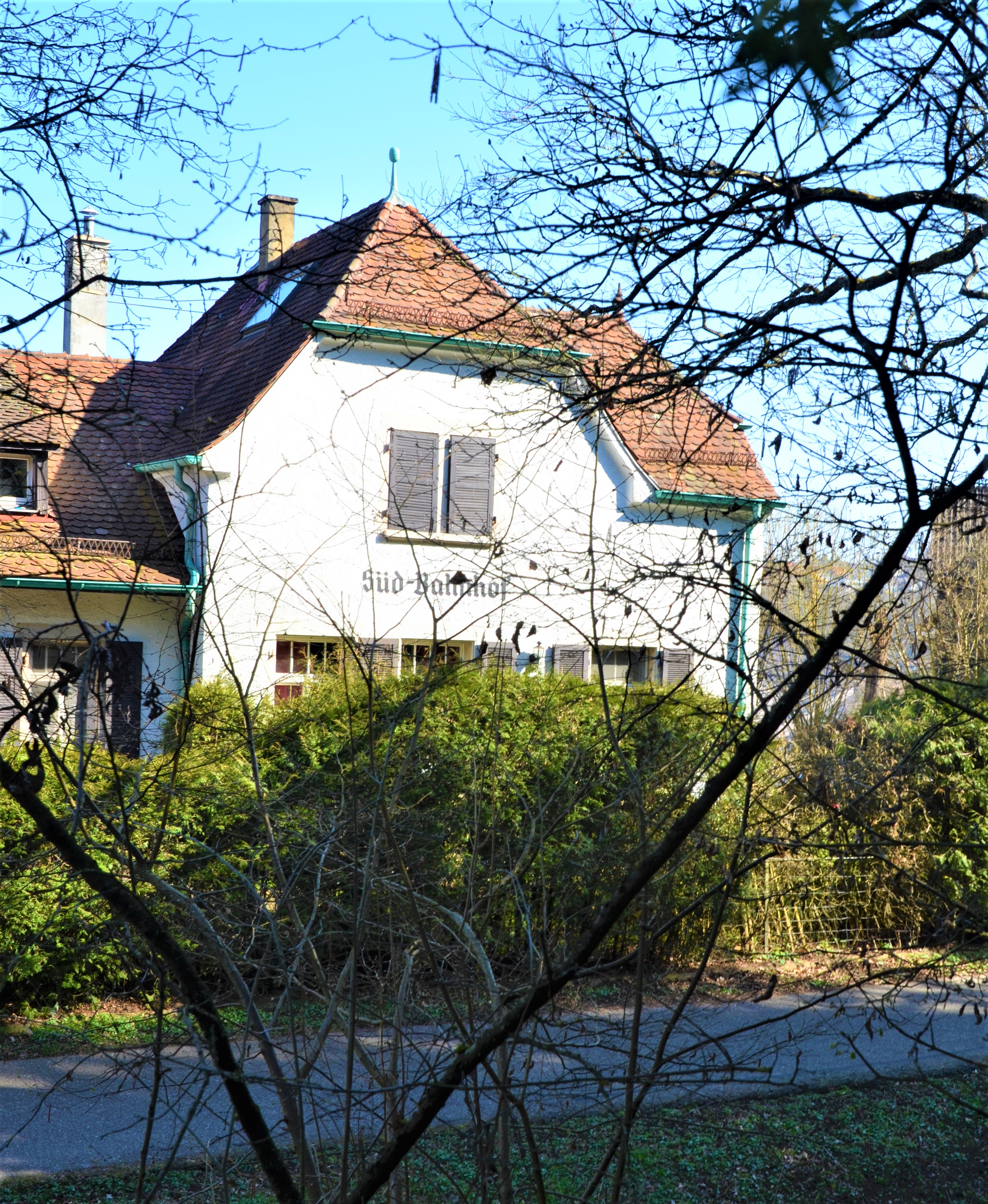
Stationsgebäude Streckenseitig